# العلاقات الإماراتية الجنوب إفريقية
العلاقات الإماراتية الجنوب أفريقية هي العلاقات الثنائية التي تجمع بين الإمارات العربية المتحدة وجنوب أفريقيا.

## مقارنة بين البلدين
هذه مقارنة عامة ومرجعية للدولتين:
| وجه المقارنة                                              | الإمارات العربية المتحدة | جنوب أفريقيا |
| --------------------------------------------------------- | ------------------------ | --- |
| المساحة (كم2)                                             | 83.60 ألف                | 1.22 مليون |
| عدد السكان (نسمة)                                         | 9.40 مليون               | 57.73 مليون |
| الكثافة السكانية (ن./كم²)                                 | 112.44                   | 47.32 |
| العاصمة                                                   | أبو ظبي                  | بريتوريا، بلومفونتين، كيب تاون |
| اللغة الرسمية                                             | اللغة العربية            | لغة إنجليزية، اللغة الأفريقانية، اللغة النديبلي الجنوبية، اللغة السوثو الشمالية، اللغة السوتية، لغة سوازي، اللغة التسونجا، اللغة التسوانية، اللغة الفيندية، اللغة الكوسية، اللغة الزولوية |
| العملة                                                    | درهم إماراتي             | راند جنوب أفريقي |
| الناتج المحلي الإجمالي (بليون دولار)                      | 382.58 مليار             | 349.42 مليار |
| الناتج المحلي الإجمالي (تعادل القوة الشرائية) بليون دولار | 640.72 مليار             | 725.91 مليار |
| الناتج المحلي الإجمالي الاسمي للفرد دولار أمريكي          | 40.44 ألف                | 5.72 ألف |
| الناتج المحلي الإجمالي للفرد دولار أمريكي                 | 67.67 ألف                | 13.05 ألف |
| مؤشر التنمية البشرية                                      | 0.835                    | 0.666 |
| رمز المكالمات الدولي                                      | +971                     | +27 |
| رمز الإنترنت                                              | .ae، .امارات             | .za |
| المنطقة الزمنية                                           | ت ع م+04:00              | ت ع م+02:00، أفريقيا/جوهانسبرغ ‏ |

## منظمات دولية مشتركة
يشترك البلدان في عضوية مجموعة من المنظمات الدولية، منها:
| علم المنظمة | اسم المنظمة                        | تاريخ انضمام الإمارات العربية المتحدة | تاريخ انضمام جنوب أفريقيا |
| ----------- | ---------------------------------- | ------------------------------------- | ------------------------- |
|             | مؤسسة التنمية الدولية              | 23 ديسمبر 1981                        | 12 أكتوبر 1960            |
|             | يونسكو                             | 20 أبريل 1972                         | 4 نوفمبر 1946             |
|             | وكالة ضمان الاستثمار متعدد الأطراف | 20 أكتوبر 1993                        | 10 مارس 1994              |
|             | الأمم المتحدة                      | 9 ديسمبر 1971                         | 7 نوفمبر 1945             |
|             | الفريق المعني برصد الأرض           | ?                                     | ?                         |
|             | الاتحاد البريدي العالمي            | ?                                     | ?                         |
|             | البنك الدولي للإنشاء والتعمير      | 22 سبتمبر 1972                        | 27 ديسمبر 1945            |
|             | المنظمة الهيدروغرافية الدولية      | ?                                     | ?                         |
|             | الاتحاد الدولي للاتصالات           | 27 يونيو 1972                         | 1910                      |
|             | منظمة حظر الأسلحة الكيميائية       | ?                                     | ?                         |
|             | مؤسسة التمويل الدولية              | 30 سبتمبر 1977                        | 3 أبريل 1957              |
|             | منظمة التجارة العالمية             | ?                                     | 1995                      |
|             | منظمة الشرطة الجنائية الدولية      | ?                                     | ?                         |
|             | البنك الإفريقي للتنمية             | ?                                     | ?                         |

## وصلات خارجية
- موقع وزارة الخارجية الإماراتية
- موقع وزارة الخارجية الجنوب أفريقية